# Mark Dignam
Mark Dignam (* 20. März 1909 in London, England; † 29. September 1989 ebenda) war ein britischer Schauspieler.

## Leben
Dignam wuchs in Sheffield auf und studierte Journalismus. Bereits zu seiner Schulzeit trat er in zahlreichen Schulaufführungen auf. 1930 hatte er sein Schauspieldebüt in einer Produktion von The Lonely House am Country Theatre in St Albans. Zwei Jahre später hatte er am Kingsway Theatre sein Debüt auf der Londoner Theaterbühne in einer Produktion von William Shakespeares Macbeth. 1933 tourte er mit A Cup of Happiness erstmals durch das Vereinigte Königreich. In den 1930er Jahren trat er unter anderem als Bernado in Hamlet, Colonel Pickering in Pygmalion und Buckingham in Richard III am Old Vic Theatre im Londoner West End auf. Zwischen 1938 und 1939 war er in der auf dem Leben von Oscar Wilde basierenden, gleichnamigen Broadwayproduktion zu sehen. In den 1940er Jahren trat er weiterhin vor allem an Londoner Theatern auf und tourte mit der Old Vic Company. Zwischen 1947 und 1950 war er ein festes Ensemblemitglied der Old Vic Company. Von 1956 bis 1958 spielte er in Stratford-upon-Avon mit der Royal Shakespeare Company in zahlreichen Shakespeareproduktionen wie Othello, Was ihr wollt und Romeo und Julia.
Nachdem er schon ab 1938 vereinzelte Fernsehauftritte gehabt hatte, begann seine Filmkarriere erst in den 1950er Jahren. Zunächst spielte er kleinere Nebenrollen, die wie beispielsweise in der Filmkomödie Aber, Herr Doktor… nicht im Abspann genannt waren. In einer etwas größeren Rolle war er im selben Jahr an der Seite von Peter Ustinov und Elizabeth Taylor im Filmdrama Beau Brummell zu sehen. 1959 stellte er im britischen TV-Vierteiler Heidi den Großvater dar. In den 1960er Jahren spielte er unter anderem in den Spielfilmen Die letzte Fahrt der Bismarck und Der Widerspenstigen Zähmung und trat auch in britischen Fernsehserien wie Geheimauftrag für John Drake, Der Baron und Simon Templar auf.
1970 war er neben Frank Finlay, Gemma Jones und Joss Ackland in der mit dem BAFTA Award ausgezeichneten BBC-Fernsehproduktion The Lie zu sehen, für die Ingmar Bergman das Drehbuch verfasst hatte. In den 1970er Jahren hatte Dignam wiederkehrende Rollen als Kronanwalt John Cross in der Gerichtsserie Crown Court sowie als Fairfax in der Serie The XYY Man. In den 1980er Jahren war er zumeist in Fernsehfilmen zu sehen, darunter als Duncan in einer Fernsehadaption von Macbeth.
Dignam war in dritter Ehe verheiratet. Auch sein Bruder Basil Dignam und dessen Ehefrau Mona Washbourne arbeiteten als Schauspieler.

## Filmografie (Auswahl)
- 1953: Oller Kahn mit Größenwahn (The Maggie)
- 1954: Aber, Herr Doktor… (Doctor in the House)
- 1954: Beau Brummell
- 1955: Der Gefangene (The Prisoner)
- 1955: Die letzte Frist (They Can't Hang Me)
- 1955: Liebe, Tod und Teufel (Quentin Durward)
- 1959: Heidi
- 1960: Die letzte Fahrt der Bismarck (Sink the Bismarck!)
- 1962: Die Abenteuer des Kapitän Grant (In Search of the Castaways)
- 1963: Tom Jones – Zwischen Bett und Galgen (Tom Jones)
- 1963: Das Schwert des Königs (Siege of the Saxons)
- 1963: Lancelot, der verwegene Ritter (Lancelot and Guinevere)
- 1964: Eine schreckliche Entdeckung (A Jolly Bad Fellow)
- 1965: Geheimauftrag für John Drake (Danger Man)
- 1967: Der Widerspenstigen Zähmung (The Taming of the Shrew)
- 1967: Der Baron (The Baron) (Fernsehserie)
- 1967: Die gefrorenen Blitze
- 1968: Simon Templar (The Saint)
- 1968: Der Angriff der leichten Brigade (The Charge of the Light Brigade)
- 1969: Hamlet
- 1970: Ein Mädchen in der Suppe (There's a Girl in My Soup)
- 1974: Eine todsichere Sache (Dead Cert)
- 1981: Memoiren einer Überlebenden (Memoirs of a Survivor)
- 1984: Ein Umzug kommt selten allein (The Chain)
- 1987: Black Hill (On the Black Hill)

## Broadway
- 1938–1939: Oscar Wilde
- 1969: Hamlet